# Orthocerus crassicornis
Orthocerus crassicornis är en skalbaggsart som först beskrevs av Wilhelm Ferdinand Erichson 1845.  Orthocerus crassicornis ingår i släktet Orthocerus, och familjen barkbaggar. Arten har ej påträffats i Sverige.